# Mechouar di Casablanca
Mechouar (in arabo: المشور مشوار الدار,  Mixwār ad-Dār al-Bayḍāʾ) è una piccola municipalità a statuto speciale all'interno della prefettura di Casablanca, nella regione marocchina di Casablanca-Settat. Ѐ la "città reale" di Casablanca, capitale economica del Marocco.
Ha conosciuto dal 1994 al 2004 un calo demografico di circa il 20%, passando da 3.956 a 3.365 abitanti. Il decremento è continuato: la popolazione è passata dai 3.000 abitanti del 2008 ai 2.645 rilevati nel censimento del 2014.